# Grafenau (Landschaftsschutzgebiet)
Grafenau ist ein Landschaftsschutzgebiet (Schutzgebietsnummer 1.15.088) im Landkreis Böblingen.

## Lage und Beschreibung
Das Schutzgebiet entstand durch Verordnung des Landratsamts Böblingen vom 18. Oktober 1995. Mit dem Inkrafttreten dieser Verordnung trat die Verordnung des Landratsamts Böblingen vom 10. Oktober 1974 über Landschaftsschutzgebiete Ratberg und Umgebung für die Gemarkungen Dätzingen und Döffingen außer Kraft.
Es handelt sich um vier Teilgebiete rund um die Grafenauer Teilorte Dätzingen und Döffingen. Das Gebiet gehört zum Naturraum 122-Obere Gäue innerhalb der naturräumlichen Haupteinheit 12-Neckar- und Tauber-Gäuplatten. Das Naturschutzgebiet Nr. 1182 Hacksberg und Steckental grenzt nördlich an das LSG.

## Schutzzweck
Wesentlicher Schutzzweck ist laut Schutzgebietsverordnung die Erhaltung und Sicherung des ursprünglichen Charakters einer vielgestaltigen Kulturlandschaft in ihrer Funktion für den Naturhaushalt, als Lebensraum der heimischen Tier- und Pflanzenwelt, insbesondere auch als deren genetisches Reservoir und als größerer, zusammenhängender Erholungsraum. Das Landschaftsschutzgebiet soll vor störenden und beeinträchtigenden Veränderungen bewahrt werden, insbesondere vor weiterer Zersiedlung. Dadurch sollen die landschaftsprägenden Streuobstbestände, Grünlandflächen und die typische Heckengäulandschaft mit Steinriegeln, Hecken, Feldgehölzen und Magerrasen mit wertvollen Pflanzenbeständen erhalten werden.